# 小行星21431
小行星21431（21431 Amberhess）是一颗绕太阳运转的小行星，为主小行星带小行星。该小行星于1998年3月31日发现。

## 轨道参数
小行星21431的轨道半长轴为2.3404416 UA，离心率为0.111。